# Фигурные коньки

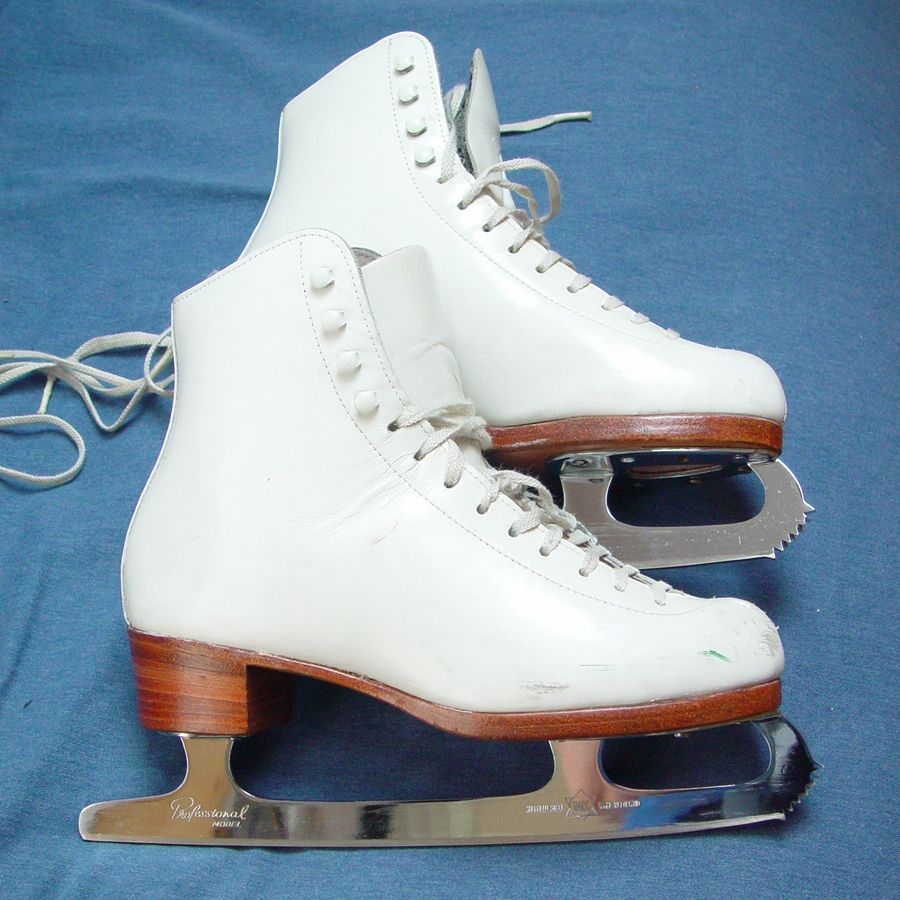
Коньки для фигурного катания.

Фигурные коньки — специальные коньки для фигурного катания.
Отличительной особенностью фигурных коньков является наличие у них короткого ряда зубьев на передней части лезвия конька, необходимых для выполнения некоторых элементов фигурного катания: шагов, вращений и прыжков, высокого каблука ботинка. Лезвие фигурных коньков выступает сзади каблука ботинка примерно на три сантиметра.

## История
Коньки были изобретены много столетий назад, термин же «фигурные» появился лишь в XIX веке как ответ на рост популярности фигурного катания, и по времени совпал с проведением первых чемпионатов мира. В то время обязательной частью выступления были так называемые «обязательные фигуры», отмененные лишь в 1990-х. Фигурное катание заключалось в умении вычерчивать на льду замысловатые фигуры и сохранять при этом красивую позу.
Лезвие конька к середине XIX века стало более высоким и более закругленным, коньки стали делать стальными, совершенствуя и крепление их к обуви, пока не начали привинчивать к обуви наглухо.

## Ботинки
Ботинки для фигурного катания по традиции изготавливают вручную из кожи. Дизайн претерпевал значительные изменения на протяжении XX века. Спортсмены в 1920-х и 1930-х годах носили эластичные ботинки с высокими голенищами, в настоящее время считается, что голенище должно быть на восемь-девять сантиметров выше лодыжек,
а ботинок должен сидеть на ноге плотно и жёстко фиксировать её. Каблук бывает разной высоты, например, спортсмены, выступающие в танцах на льду, отдают предпочтение высокому каблуку, так как он позволяет лучше контролировать смену направления.
По традиции фигуристы катаются в ботинках чёрного цвета, а фигуристки — белого и бежевого, хотя другие цвета тоже разрешены.

## Лезвие

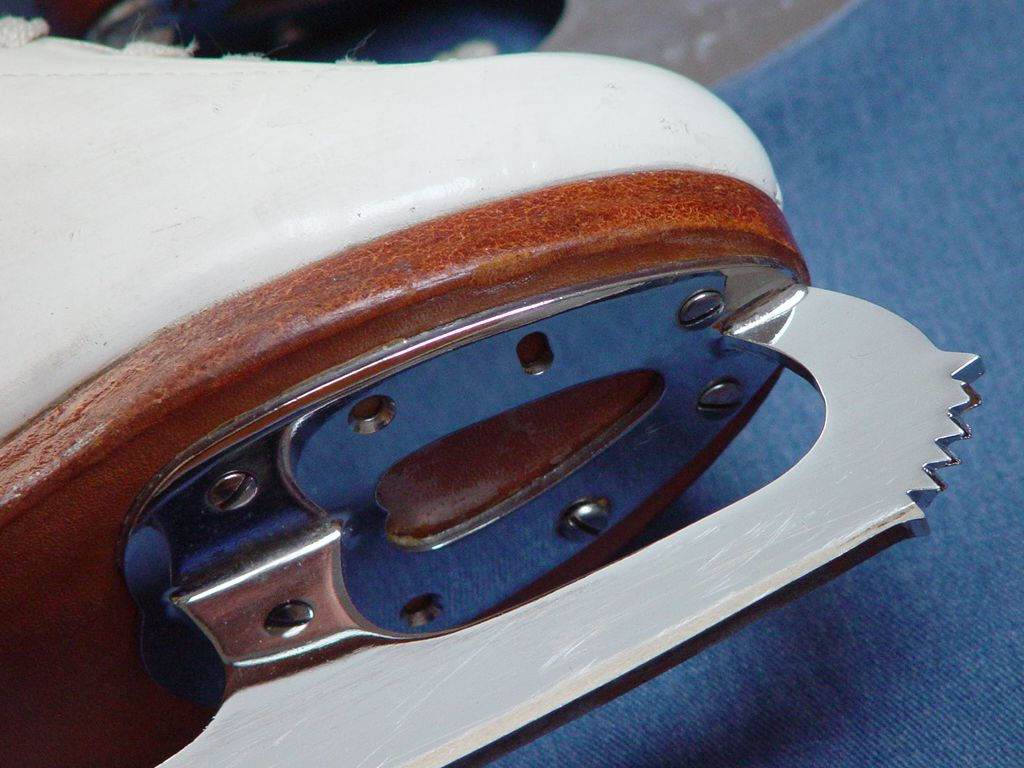
Зубцы в передней части лезвия и его крепление к ботинку.

Лезвия изготавливаются из высококачественной хромированной стали. Закалка производится таким образом, чтобы наибольшую твердость имели полоз конька и нижняя часть боковых поверхностей лезвия, в то время как остальная часть остается не столь твердой. Это позволяет коньку сохранять эластичность. Дорогие модели оснащены съёмными полозьями, так как корпус ботинка изнашивается не так интенсивно, как его лезвия.
Размер лезвия фигурных коньков - единственный стандартизированный параметр. Он определяется от 7" до 12" с шагом 1/3 или 1/4 дюйма. Рабочая длина составляет расстояние от нижнего зубца до конца лезвия
Лезвие конька для одиночного катания имеет толщину около 4 мм, танцевальное — около 2,5 мм. Лезвия фигурных коньков для одиночного катания, как правило, затачивают радиусом от 11 до 15 мм «под канавку» (так называют проточку в форме дуги окружности по всей длине, по нижней кромке полоза), а танцевальные — от 9 до 13. Канавка создает два т. н. «ребра» конька — внутреннее и наружное. Они имеют большое значение для фигуриста (без них лезвие конька будет сваливаться на сторону, фигурист не сможет хорошо отталкиваться и правильно держать равновесие), поэтому заточка коньков состоит не столько в том, чтобы наточить стороны лезвия, сколько в том, чтобы восстановить желобок, который за время тренировок выравнивается. Передняя часть имеет несколько острых зубцов, которые также необходимы при выполнении различных элементов — вращений, дорожек шагов и прыжков.
Также большое значение имеет радиус кривизны лезвия, измеренный в наиболее «устойчивой» задней части конька. Он может составлять от 7 до 8½ футов. Для начинающих фигуристов рекомендуются лезвия с бо́льшим радиусом кривизны.

## Типы
| Тип                                 | Особенности дисциплины | Особенности ботинка | Особенности конька |
| ----------------------------------- | --- | --- | --- |
| Для произвольного катания           | «Обычные» фигурные коньки, предназначенные для одиночного и парного катания. Программы в этих видах спорта наполнены многооборотными прыжками и другими «акробатическими» элементами.                                                           | Ботинки самые высокие и самые жёсткие, низкий каблук. Жёсткость варьируется: мягче для начинающих и жёстче — для тройных прыжков. | Прочное лезвие с длинной пяткой и развитыми зубцами. |
| Массовые                            | Для развлекательного катания и начального обучения, с учётом слабой физической подготовки. Мало-мальски серьёзные занятия быстро уничтожат такие коньки, зато фигурист делает уже осознанный выбор среди всего разнообразия спортивных моделей. | Похожи на коньки для произвольного катания, но ботинок мягче, а боковая поддержка — слабее.                                       | Конёк достаточно слаб. Зачастую несъёмный. |
| Тренерские                          | Тренер редко способен более чем на одиночные прыжки, однако вынужден находиться на льду часами, практически не двигаясь. | Некоторые компании предлагают специальные ботинки для тренеров: утеплённые и комфортнее спортивных.                               | — |
| Для обязательных фигур («школьные») | Специфическая дисциплина, существовавшая до 1990-х годов. В ней не нужна ни скорость, ни акробатика — только точнейшее исполнение дуг и поворотов. К тому же фигуристу разрешён всего один толчок в определённых точках фигуры.                 | Мягкий ботинок (часто применяют старые «разбитые» ботинки).                                                                       | Малый радиус кривизны. Небольшой зубец особой формы, предназначенный для сильного толчка задним ходом; либо вообще без зубца. Канавка обычно менее глубокая. |
| Танцевальные                        | Шаги, выполняемые на высокой скорости в тесном контакте партнёров. | Низкое голенище, высокий каблук. Иногда обрезают голенища «обычных» коньков.                                                      | Очень тонкие. Малый радиус кривизны. Небольшой зубец. Короткая пятка, чтобы коньки партнёров не схлёстывались.                                               |
| Для синхронного катания             | Элементы синхронного катания просты по меркам одиночного и парного, но выполняются в тесном строю. | Существуют специализированные ботинки — ниже и мягче, чем ботинки для произвольного катания. Продумана фиксация шнурков.          | Близки к конькам для произвольного катания, но с короткой пяткой.                                                                                            |